# Peonia
Peonia (en griego: Παιονία tierra de los peonios, griego antiguo: Παίονες paiones) es una región histórica de Europa cuyas exactas fronteras, en la primera etapa de la historia de sus habitantes, son muy oscuras. En tiempos históricos, Peonia era la región situada al oeste del Ródope, en el valle del Vardar y sus alrededores. Corresponde, en la actualidad a una región del norte de Grecia, en lo esencial a Macedonia del Norte y a una pequeña parte del oeste de Bulgaria.
Los peonios, paíones o peones, constituían un pueblo de origen tracio o ilirio (se ha pensado también en un origen mixto) dividido en diversas tribus, como los leeos y los agrianos y establecido al norte de Macedonia, entre los valles de los ríos Axio y del Estrimón.
En la época del rey Filipo II de Macedonia, Peonia cubría la mayor parte de la actual Macedonia del Norte, y situada al norte de la antigua Macedonia (aproximadamente correspondiente con la actual región griega de Macedonia) y el sur de Dardania (aproximadamente correspondiente con la actual Kosovo). Limitaba al este con Tracia y al oeste con Iliria.

## Historia
Conocidos ya por Homero, que los consideraba originarios de Amidón, ciudad sita a orillas del río Axios, apareciendo en la Ilíada como aliados de los troyanos. Los peonios han sido a veces considerados descendientes de los frigios de Asia Menor, pues se cree que un gran número de ellos en los primeros tiempos cruzaron a Europa. Las tribus peonias fueron consideradas tanto ilirias como tracias. Heródoto, incluso comparó a los peonios con los tracios, como un pueblo bárbaro y rudo.
Según Heródoto, descendían de los colonos teucros, originarios de Troya.
Darío I ordenó a Megabazo que sometiera a los peonios y que desde Europa los deportase a Asia, debido al peligro que, para los fines expansionistas persas en Europa, suponía la presencia en Tracia de un pueblo tan belicoso como el de los peonios. Los peonios dirigieron sus fuerzas a la zona costera de la desembocadura del Estrimón.
Los persas, enterados, se desviaron por la ruta del interior, desde la desembocadura del río Nesto a la del Estrimón, que corría paralela a la costa, bordeando el monte Pangeo por el sur, a través de la región de Pieria. y sin que los peonios se percataran, cayeron sobre sus ciudades, faltas de defensores. Al conocer los peonios que sus ciudades habían sido ocupadas, se rindieron a los persas.
En el 499 a. C., Aristágoras, tirano de Mileto, lugarteniente de Histieo y promotor de la revuelta jónica contra los persas, envió a un frigio a entrevistarse con los peonios deportados en una comarca de Frigia. El contingente de peonios vivía en su mayoría diseminado y solo algunos residían agrupados en una aldea. Esta dispersión de los peonios fue impuesta por los persas en previsión de un levantamiento.

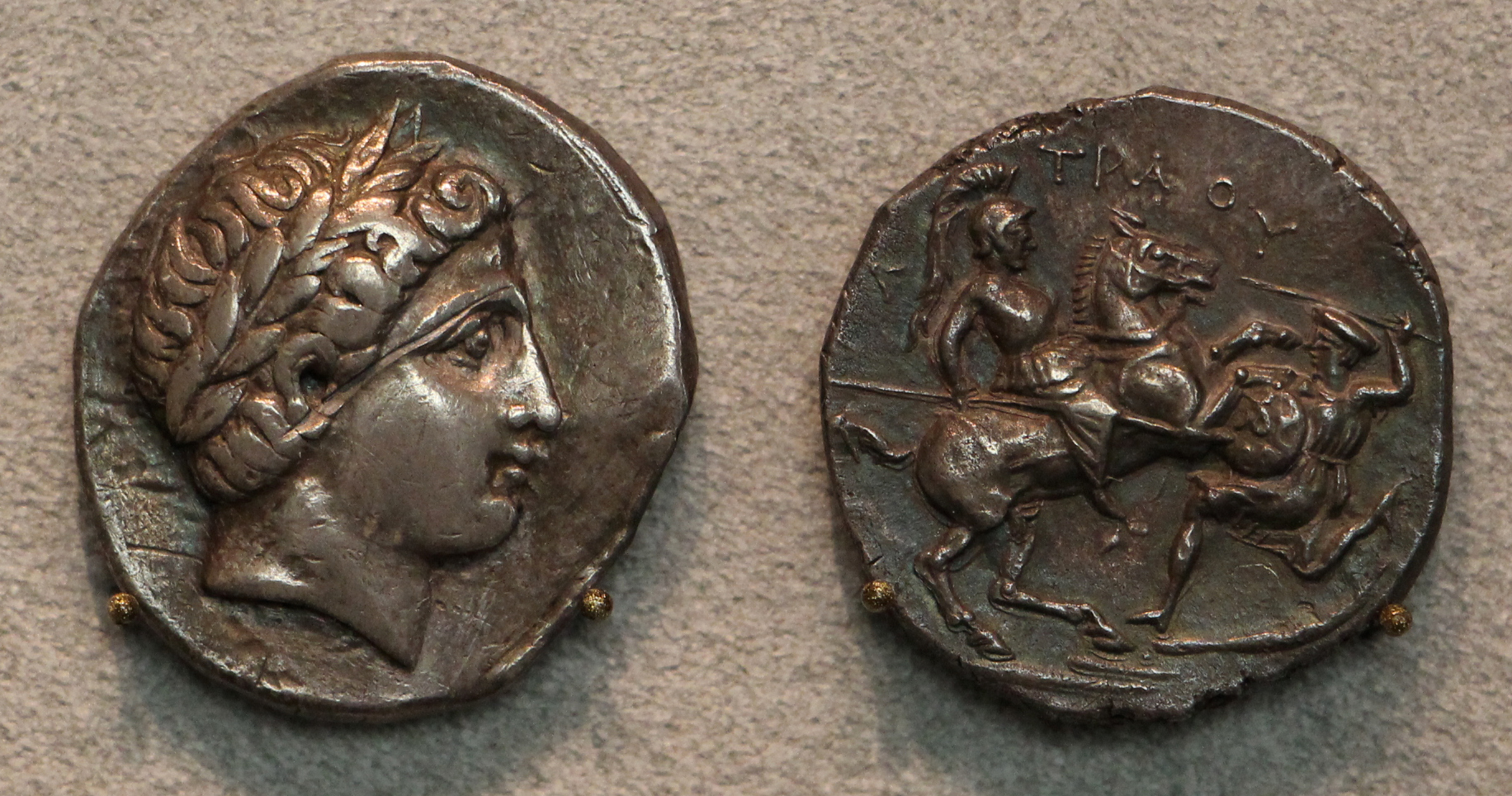
Tetradracma del rey Patraos de Peonia.

Informados los peonios de que Jonia entera se estaba sublevando contra Darío I, decidieron regresar a sus tierras. Llegados a la mar, pasaron a Quíos, donde fueron perseguidos por la caballería persa. No fueron capturados y no se avinieron a la orden que les hizo llegar un emisario de que emprendieran el regreso a Frigia. Los quiotas los guiaron a Lesbos, y los lesbios los llevaron a Dorisco. Como los jonios sublevados querían ganarse para su causa las ciudades del Helesponto, el desembarco de los peonios en Dorisco, pese a estar la zona a unos 200 km de distancia del río Estrimón, tendría como objeto distraer la atención de los efectivos persas de la zona de los estrechos, cosa que fue conseguida.
Homero menciona como líder de los peonios a un cierto Pireqmes (de ascendencia desconocida); pero más tarde Homero menciona en la Ilíada a Asteropeo, hijo de Pelegón. Asteropeo era uno de los jefes del contingente peonio que acudió en ayuda de los troyanos. Pelegón descendía del dios río Axio.
Antes del reinado de Darío Histaspes, se habían dirigido al este hasta la lejana Perinto, en Tracia, en la Propóntide. En cierta época toda Migdonia y Crestonia, fueron sometidas por los peonios. 
Cuando Jerjes I cruzó con su ejército la Calcídica en su camino hacia Terma (más tarde renombrada Tesalónica) se dice que marchó a través del territorio peonio. Ocuparon el valle del Axio (Vardar), Stobi, los valles al este de allí hasta el Estrimón (Struma), y el territorio alrededor de Astibo y el río del mismo nombre, con el agua del cual ungían a sus reyes. 
Emacia era, aproximadamente, la zona entre el río Haliacmón y el Axio, fue llamada Peonia; y Pieria y Pelagonia fue habitada por peonios. A consecuencia del incremento del poder macedonio, y bajo la presión de sus vecinos tracios, su territorio disminuyó considerablemente, y en tiempos posteriores limitó con el norte de Macedonia y de Iliria hasta el río Estrimón (el Struma búlgaro y el Strimonias griego. 
En los primeros tiempos, la capital y sede de los reyes peonios era Bilazora (la actual Veles en Macedonia del Norte) en el Axio; más adelante la sede de los reyes fue trasladada a Stobi (la actual Pusto Gradsko). Los peonios incluían varias tribus independientes, más adelante unidas todas bajo el gobierno de un rey. 
Poco es lo que se conoce de sus costumbres. Adoptaron el culto de Dioniso, conocido entre ellos como Díalo o Dríalo. Heródoto menciona que las mujeres peonias y tracias ofrecían sacrificios a Artemisa (probablemente Bendis). Rendían culto al sol en la forma de un pequeños disco redondo fijado en lo alto de un poste. En un pasaje, Ateneo parece indicar la afinidad del peonio con el misio. Bebían cerveza de cebada y diversas decocciones de plantas y hierbas. 
La región era rica en oro y en un tipo de madera bituminosa (o piedra, la cual ardía en contacto con el agua) llamada t-nrivoc (o ts,rivos). 
En la época de la invasión persa, los peonios del bajo Estrimón perdieron su independencia, mientras que los del norte, la mantuvieron. Con frecuencia hicieron incursiones en territorio macedonio, hasta que fueron sometidos por Filipo II, quien permitió a sus reyes conservar el gobierno. 
La hija de Audoleón, uno de los reyes peonios fue mujer de Pirro, rey del Epiro. Alejandro Magno quiso conceder la mano de su hermana Cinane a Lángaro, quien se mostró leal a Filipo. 
Una inscripción, descubierta en 1877, en Olimpia, en la base de una estatua, declara fijada por la comunidad de los peonios en honor de su rey y fundador Dropion. Otro rey, cuyo nombre aparece como Lipeo en un fragmento de una inscripción hallada en Atenas relativa al tratado de alianza es, sin duda idéntica, que las de las monedas de Liceo o Licpeo de Peonia. 
En 280 a. C. los invasores galos bajo Breno arrasaron la tierra de los peonios, quienes, siendo muy presionados por los dárdanos, no tuvieron más alternativa que aliarse con los macedonios, pero los peonios y macedonios fueron derrotados. 
Después de la conquista romana de Macedonia en 146 a. C., Peonia oriental y el Axio occidental formaron el segundo y tercer distritos respectivamente de la Provincia romana de Macedonia. Siglos más tarde, bajo Diocleciano, Peonia y Pelagonia formaron una provincia llamada Macedonia secunda o Macedonia salutaris, perteneciente a la prefectura pretoriana de Ilírico.

## Tribus peonias
- Siriopeonios: estaban establecidos en el curso bajo del río Estrimón. su nombre derivaba de la ciudad de Siris, la más importante del territorio que ocupaba este pueblo.

- Peoples: residían al noroeste de los siriopeonios, curso arriba del Estrimón y parece ser que no todos los miembros de esta tribu fueron deportados por los persas a Asia.

- Doberes: tribu peonia que habitaba al norte del monte Pangeo.

- Odomantos: Tribu tracia que habitaba al norte de los doberes.[8]

- Agrianes: También eran peonios establecidos en el curso alto del Estrimón.

- Almopianos o almopios (griego antiguo Ἀλμῶπες o Ἀλμωπεῖς/Almopioi) también eran un tribu peonia, de Tracia[9]

- Derrones[10]